# Confederación Nacional Agraria de Perú
La Confederación Nacional Agraria (CNA) (en quítxua Piruw Mamallaqta Chakrakamay Hatun Tantanakuy) és una organització de productors de la petita agricultura a Perú, fundada en 1974 en el marc de la Reforma Agrària sota el govern del general Juan Velasco Alvarado.

## Història
El 3 d'octubre de 1974 en el Congrés de la República es van reunir 800 delegats pagesos de tot el país, representant més de 3,000 comunitats pageses i cooperatives agràries, i van fundar la CNA. Objectiu principal de l'organització va ser la defensa dels assoliments de la Reforma Agrària contra els gamonals expropiats.
La CNA va participar en els aturs nacionals en 1977 i 1979 sota el govern de Francisco Morales Bermúdez contra el desmuntatge de les reformes prèvies. El novembre de 1982 va organitzar el Primer Atur Nacional Agrari en defensa de la Reforma Agrària, aconseguint la caiguda del gabinet de Manuel Ulloa Elías.
En els anys 1980, la CNA va sofrir una opressió greu per part del govern així com del Sendero Luminoso. En 1984 el dirigent Jesús Oropeza va ser assassinat en Lucanas (Ayacucho). Altres víctimes de la violència van ser Toribia Flores de Cutida (Cusco), Juan Taipe (Huancavélica), Juan Alvarado (Huarmey) i Juan Matell (Chillón, Lima).
El govern d'Alberto Fujimori en els anys 1990 va intentar, entre altres objectius, privatitzar les terres de les comunitats pageses i les aigües que va ser evitat per accions polítiques de compesinos, que fins avui són la base de la CNA.

## Afiliació
La CNA és membre de la Coordinadora Andina de Organizaciones Indígenas.